# Notazione metense

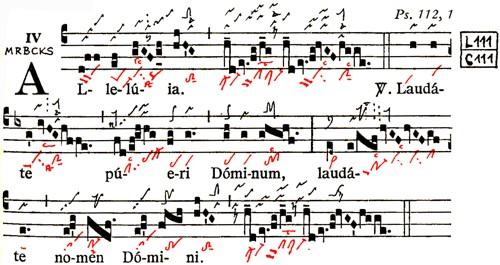
L'Alleluia Laudate pueri tratto dal Graduale Triplex. Sopra la notazione quadrata in nero, la notazione metense.

La notazione metense o lorenese o di Laon è una maniera di annotare il canto gregoriano.
Si è sviluppata nella Francia settentrionale e ha preso il nome dalla città di Metz, anche se l'aggettivo metense risulta inappropriato : infatti a Metz non è mai esistita una scuola scrittoria. La regione in cui è nata nel IX secolo e si diffuse è la Lorena meridionale ed il codice più importante pervenutoci, il manoscritto 239 (L) conservato nella Bibliothèque Municipale di Laon e risalente all'anno 930 circa, proviene da Laon, per questo la notazione è detta anche di Laon.
La notazione metense si diffuse anche in territori lontano dalla Lorena: in Italia la troviamo a Como e a Vercelli.
La caratteristica principale di questa notazione sta nell'ondulazione del tratto. Significativo rappresentante è il neuma monosonico detto uncinus (), la cui dimensione è variabile a seconda del valore della nota cui corrisponde. Riducendo le dimensioni si ottiene la semplice forma del punctum, il cui valore sarà estremamente ridotto.

Questa notazione è adiastematica, cioè non dà informazioni sull'altezza melodica dei suoni, ma nella grafia è presente una certa diastemazia, seppur relativa e solo accennata, che non potrà essere considerata determinante nell'interpretazione, ma che comunque può aiutare a risolvere problemi interpretativi.

Un'altra caratteristica è l'assenza di episema, contrariamente alla notazione sangallese, ma abbondante è l'uso delle litterae significativae.
Il Graduale Triplex riporta in inchiostro nero, sempre sopra la notazione quadrata e sotto la notazione sangallese in rosso, indicato con la lettera L,  i neumi del codice 239, permettendo la lettura sinottica.

I neumi monosonici in questa notazione hanno una tipica forma all'uncino, detti appunto uncinus, spesso con grandezza proporzionale all'intensità sonora con cui vanno intonati.

## Neumi
- Punctum
- Uncinus
- Pes
- Clivis
- Torculus
- Porrectus
- Pes quassus

## Lettere significative
t, a, c.